# Королівська вулиця (Париж)
48°52′05″ пн. ш. 2°19′23″ сх. д. / 48.868055555556° пн. ш. 2.3230555555556° сх. д.
Королівська вулиця, або рю Руаяль (Rue Royale) — назва вулиці у VIII окрузі Парижа, яка проходить між площею Згоди та площею Мадлен.

## Розташування
Королівська вулиця завдовжки 282 метри й завширшки 22 метри розташована на Правому березі в Парижі, у кварталі Мадлен (VIII адміністративний округ) і має єдине перехрестя, через яке Королівська вулиця відокремлює вулицю Сент-Оноре від вулиці Фобур Сент-Оноре. З площі Згоди на вулицю Руяль відкривається вид на церкву Ла-Мадлен.
До вулиці можна доїхати на метро через такі станції:
- Конкорд
- Мадлен

## Походження назви
Назва походить від того, що вулиця була створена як під'їзна дорога до «Площі Людовика XV» (сьогодні Площа Згоди).

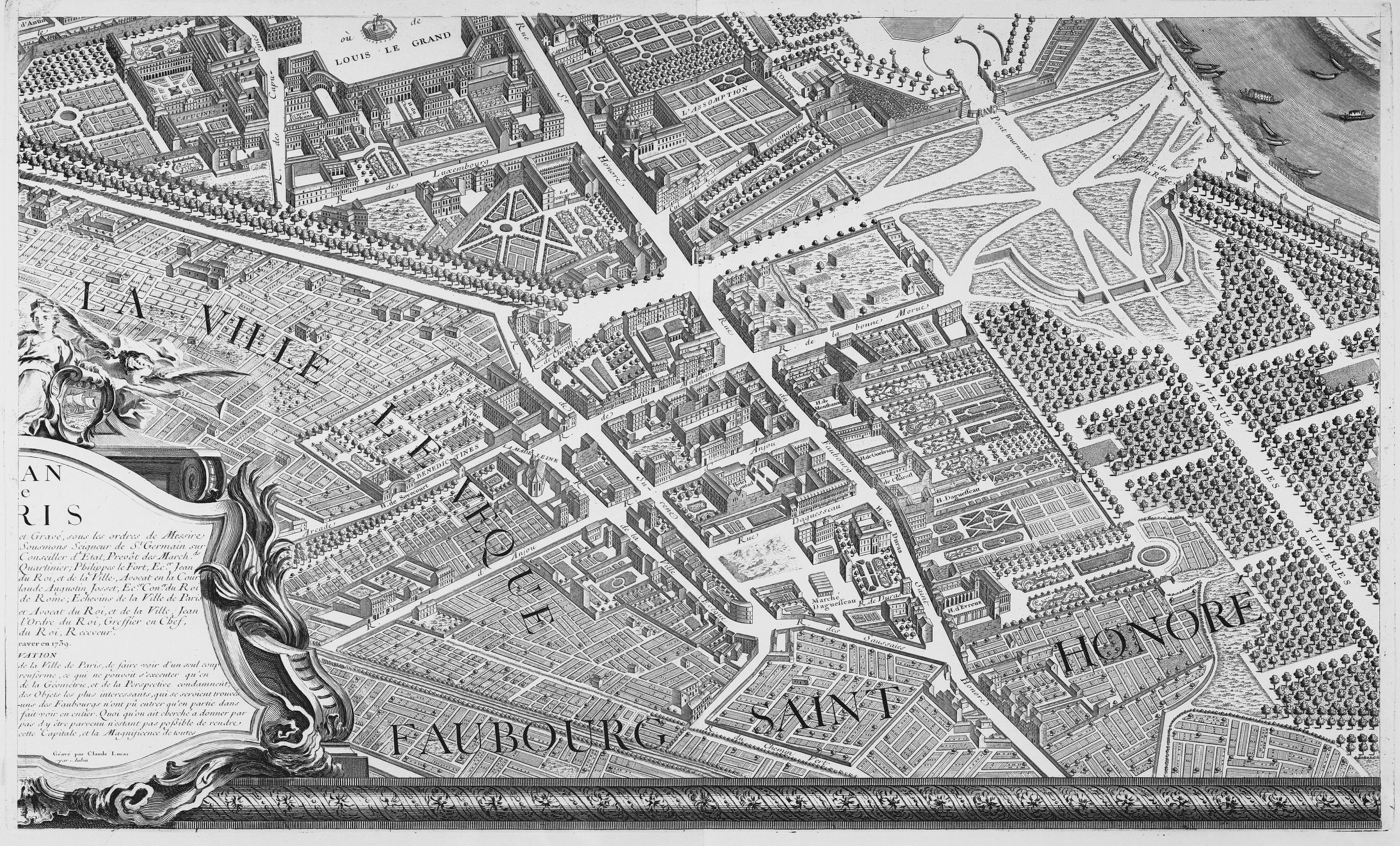
Розташування майбутньої Королівської вулиці на плані Тюрго, 1739
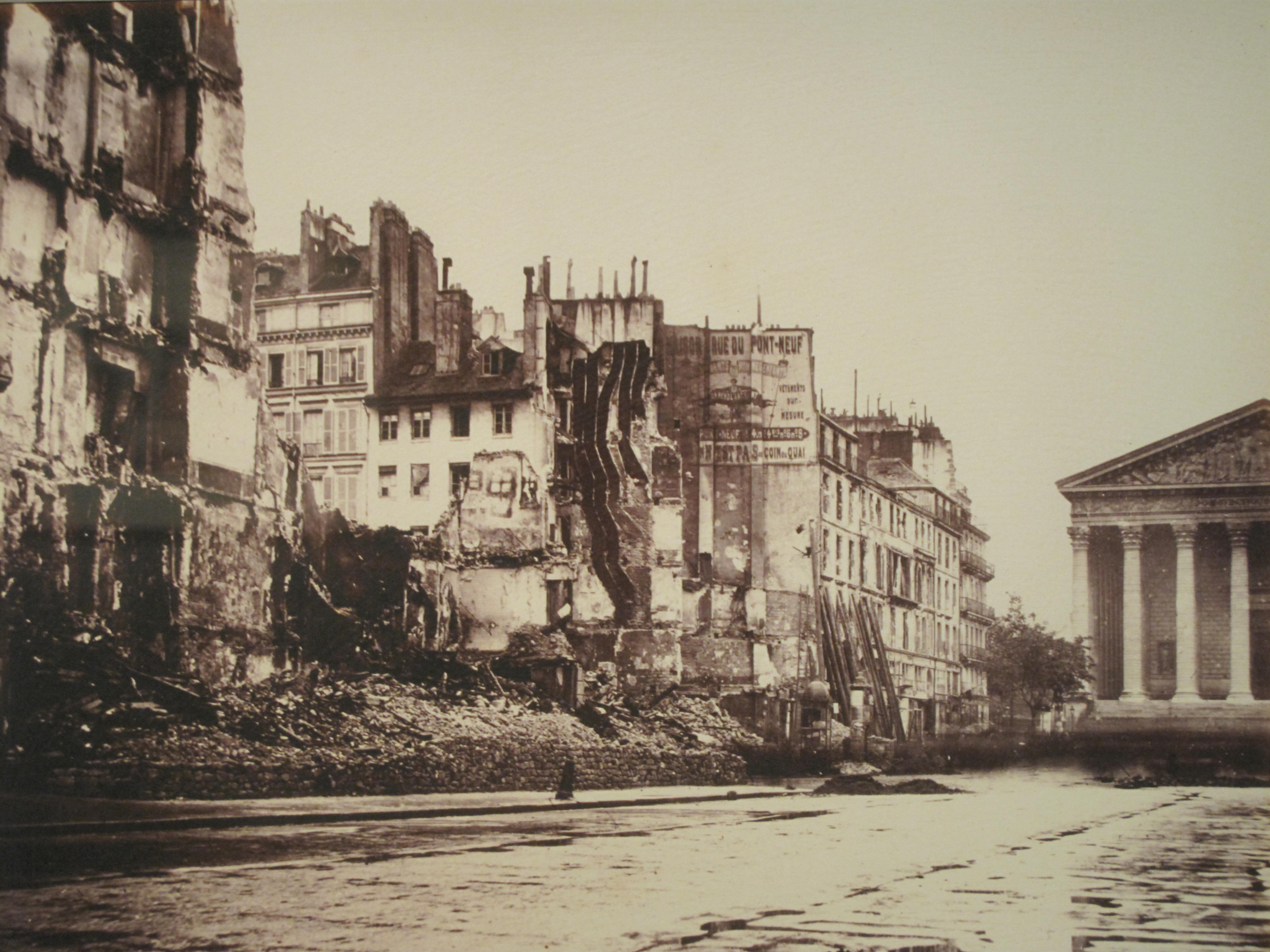
Королівська вулиця після боїв і пожеж, влаштованих комуною. (травень 1871), фотограф невідомий
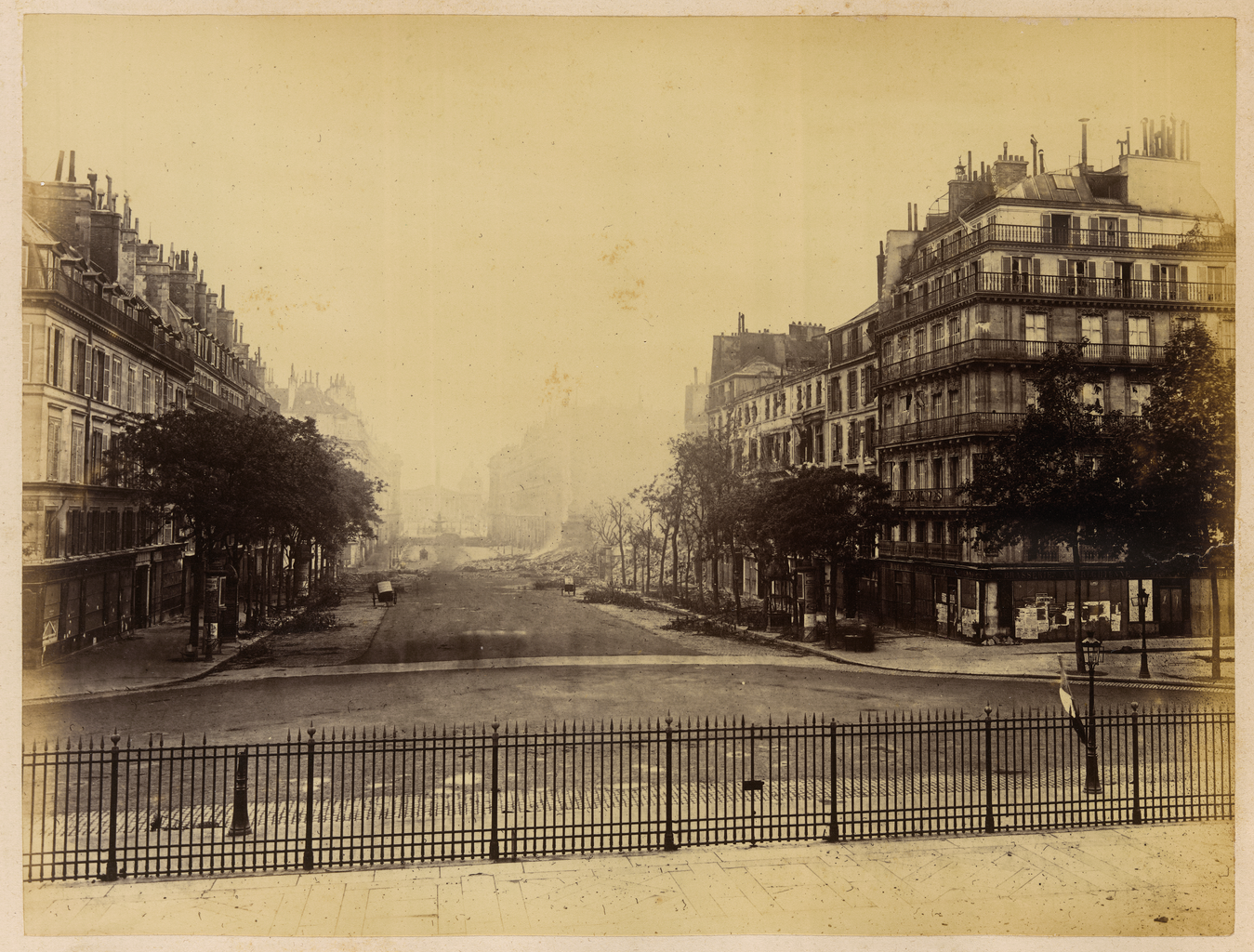
Брюно Бракее, Вид на Королівську вулицю, Національна бібліотека Бразилії.
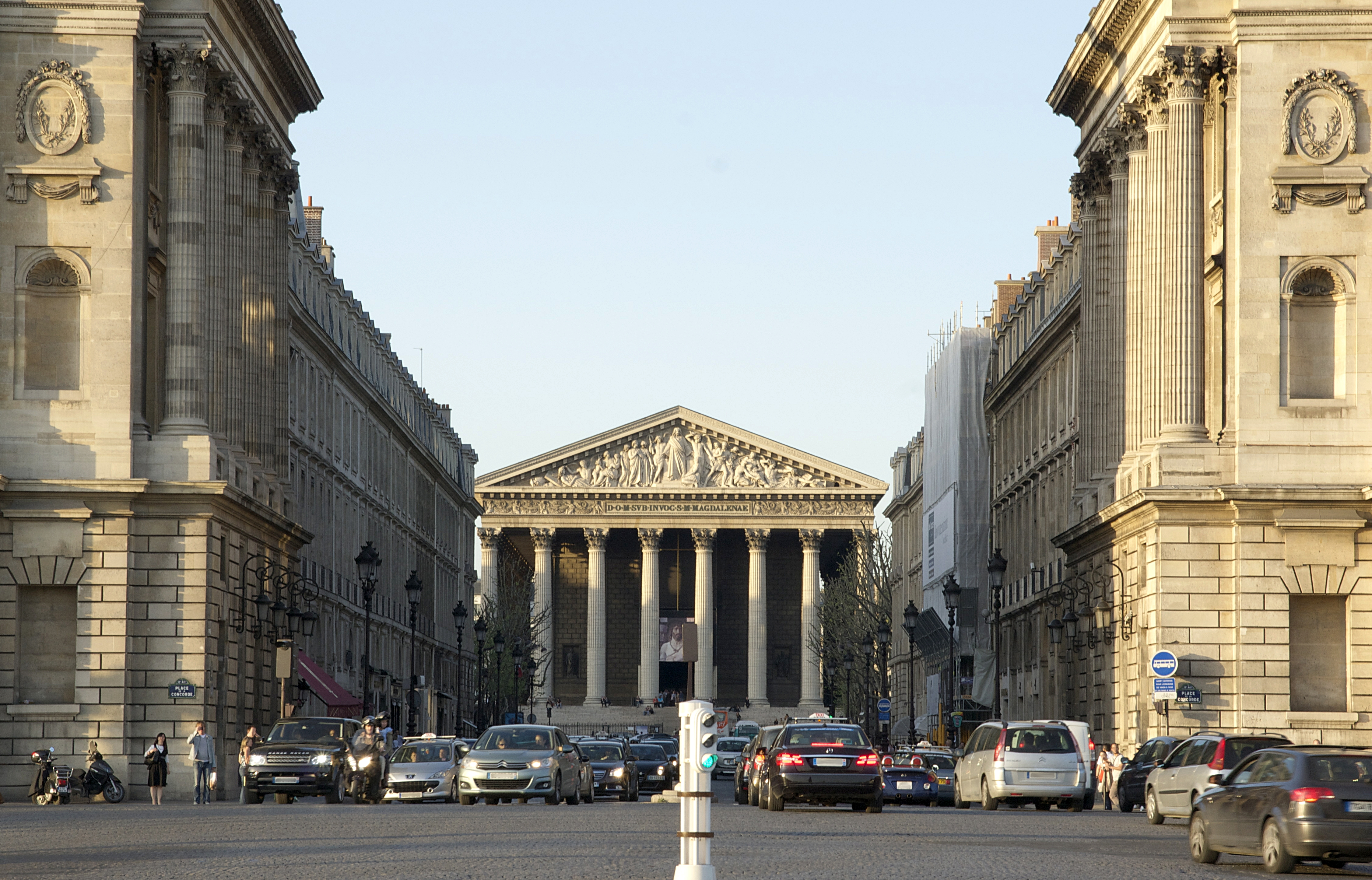
Королівська вулиця, 2011
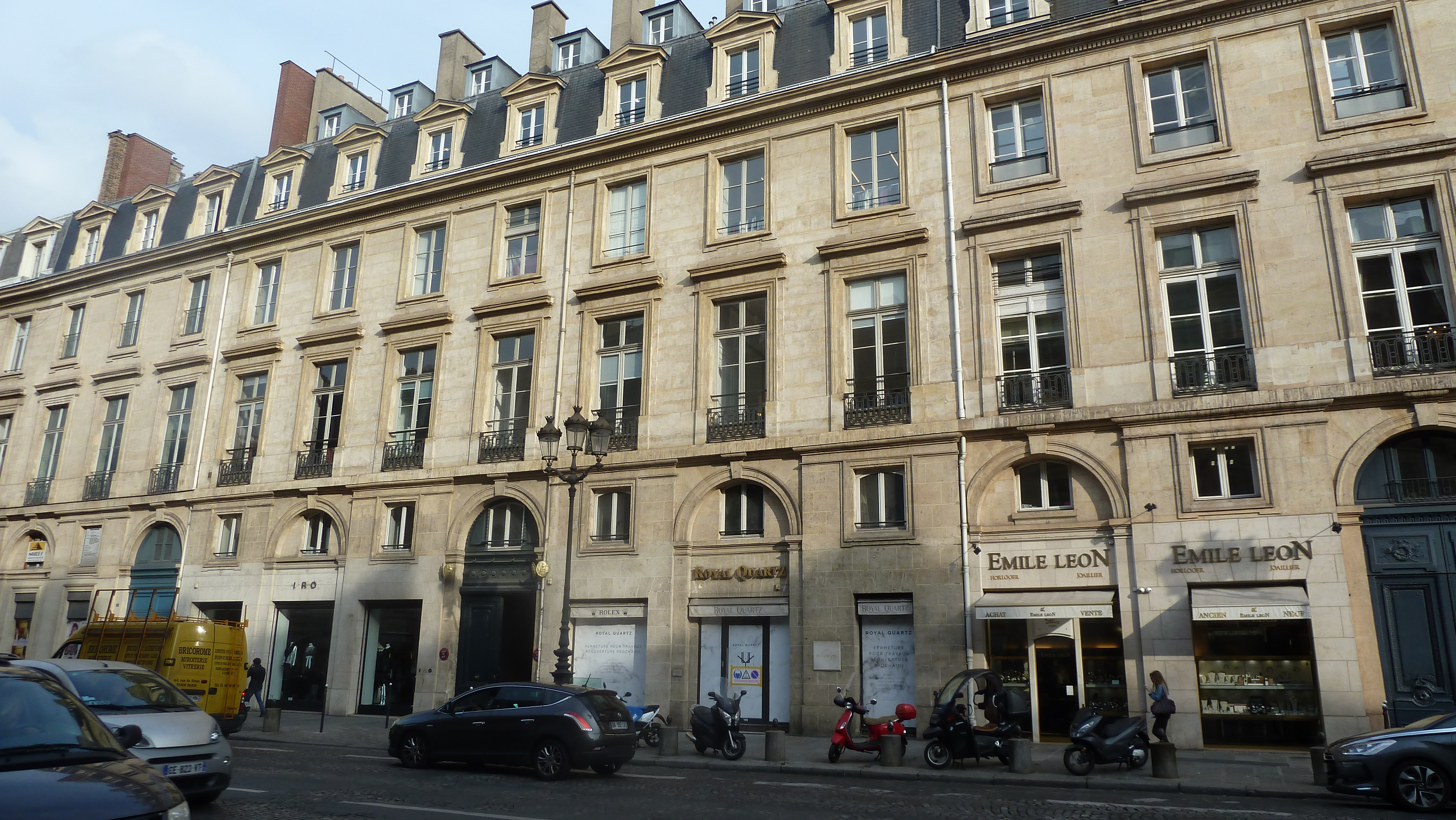
Королівська вулиця (вересень 2017)
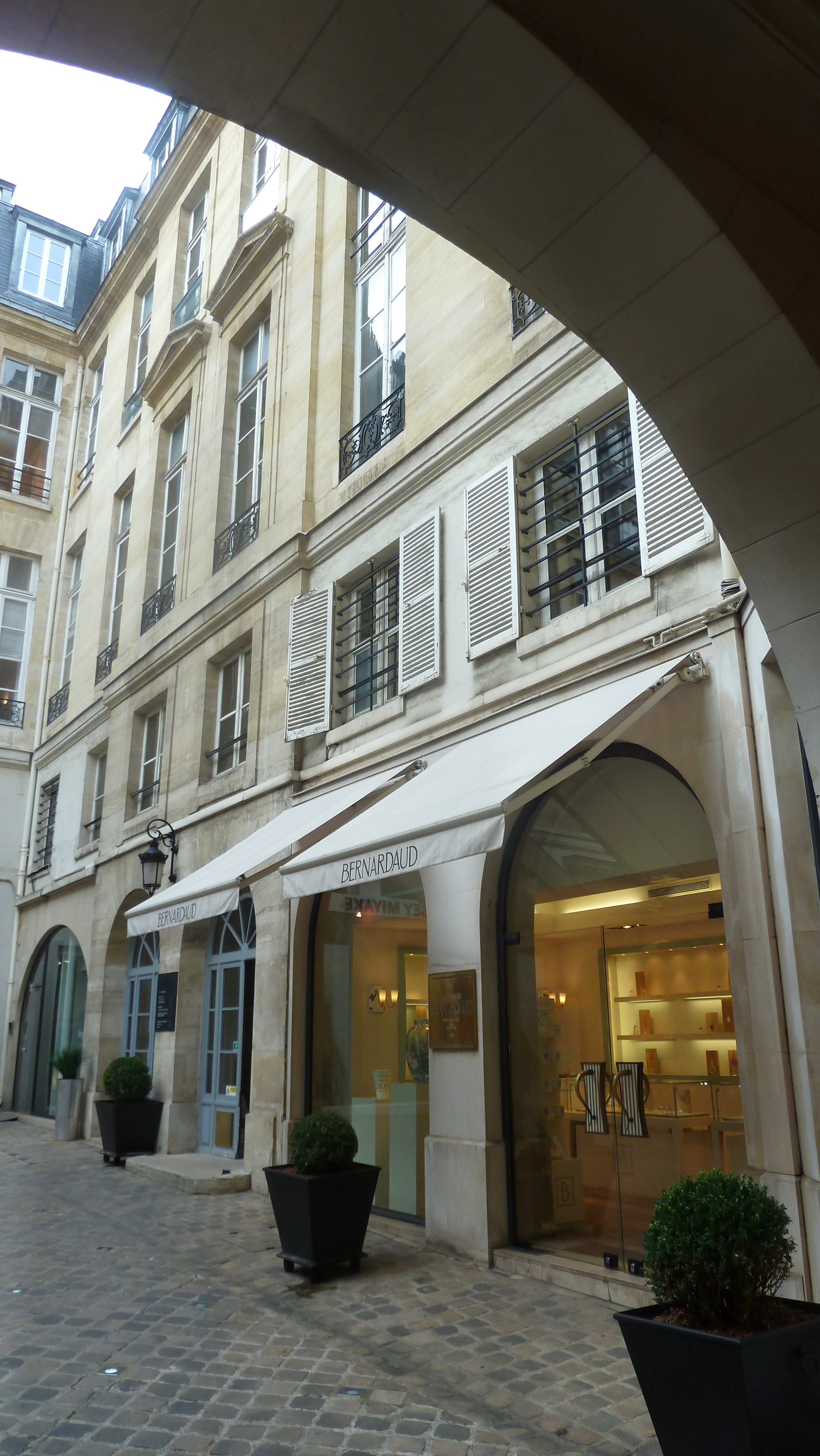
Королівська галерея (вересень 2017)

## Історія
Вулиця з'явилася на місці брами Сен-Оноре, яка стояла на розі вулиці Сен-Оноре, побудована за Людовика XIII і знесений у 1733 разом із міськими мурами до саду Тюїльрі. Указом від 21 червня 1737 року король наказав, «щоб фасади будівель, які будуть зведені на новій вулиці, були витримані в єдиному архітектурному стилі». Як показує план міста Тюрго від 1736 року, будівництво Королівської вулиці не вимагало руйнування або спеціального укріплення ділянки, оскільки в 1754 році там все ще розташовувалася вулиця Бонн-Мерю.
Міська адміністрація видала дозвіл на будівництво вулиці 22 квітня 1732 року. Після завершення будівництва площі Згоди в 1776 році, вона мала з'єднати цю площу з церквою Мадлен у північному напрямку. Хоча роботи з будівництва церкви були перервані у грудні 1791 року через Французьку революцію, це не завадило подальшій забудові вулиці. Після завершення 11 березня 1768 року вулиці було присвоєно назву на честь тодішнього короля Людовика XV. Під час Революції з липня 1792 року вона називалася Вулиця Революції (Rue de la Révolution), потім короткий час — Королівська вулиця Сент-Оноре (Rue Royale Saint-Honoré). З 1795 року вона називалася вулицею Згоди (Rue de la Concorde), а з 27 квітня 1814 року знову називається Королівською (Rue Royale).

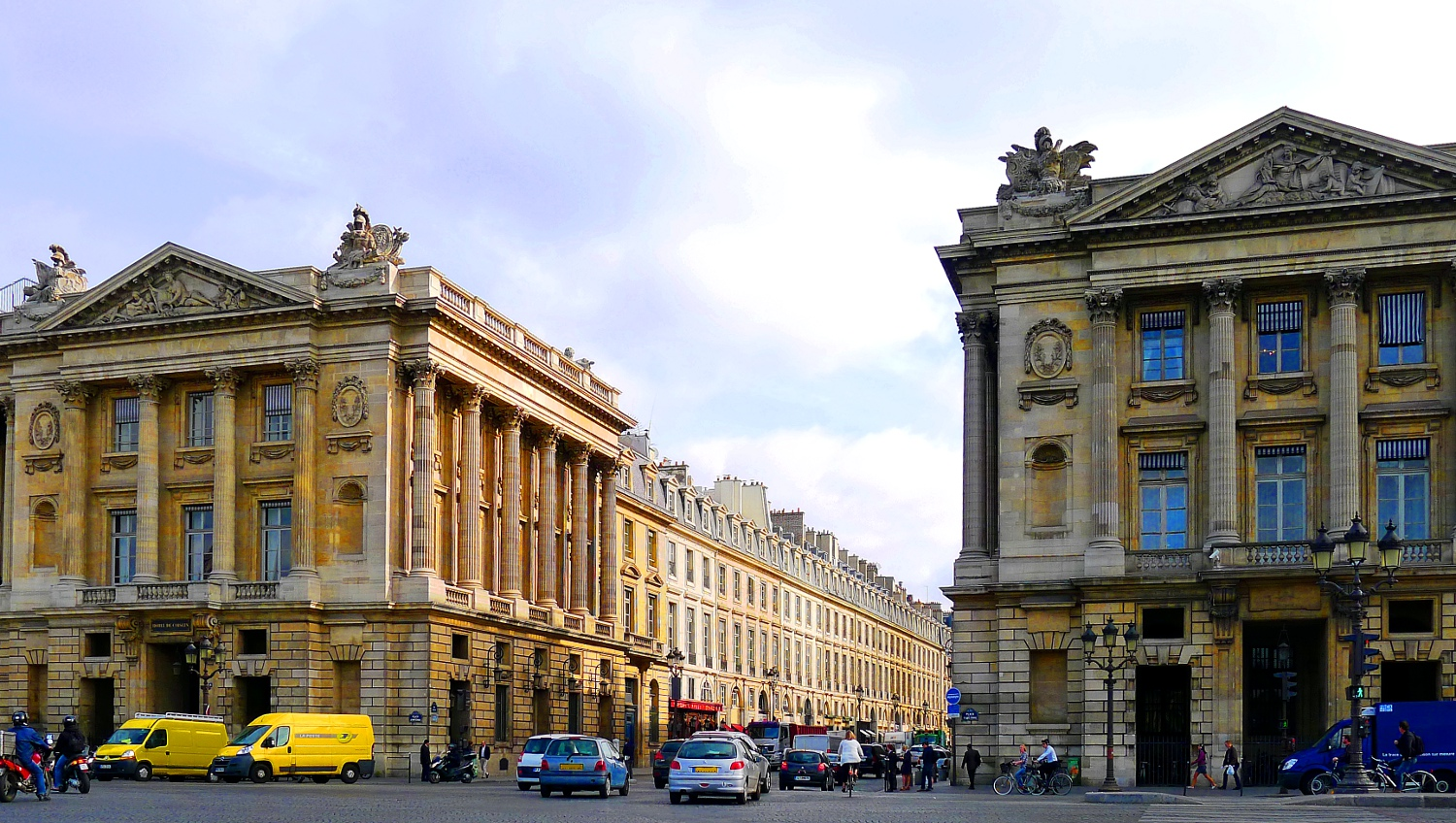
Королівська вулиця, що виходить на площу Згоди; ліворуч особняк Крійон, праворуч палац Морського міністерства
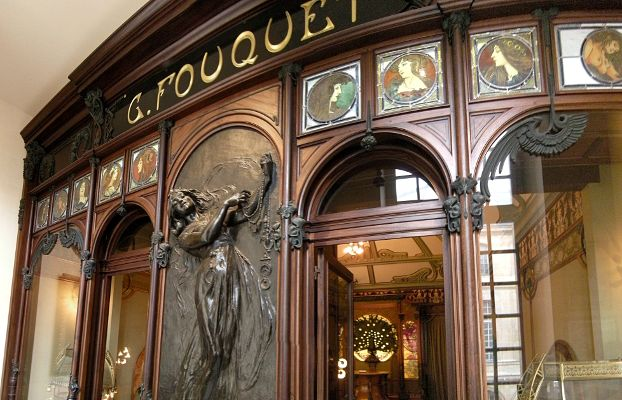
Nr. 6, фасад крамниці Жоржа Фуке, 1901, Париж, Музей Карнавале
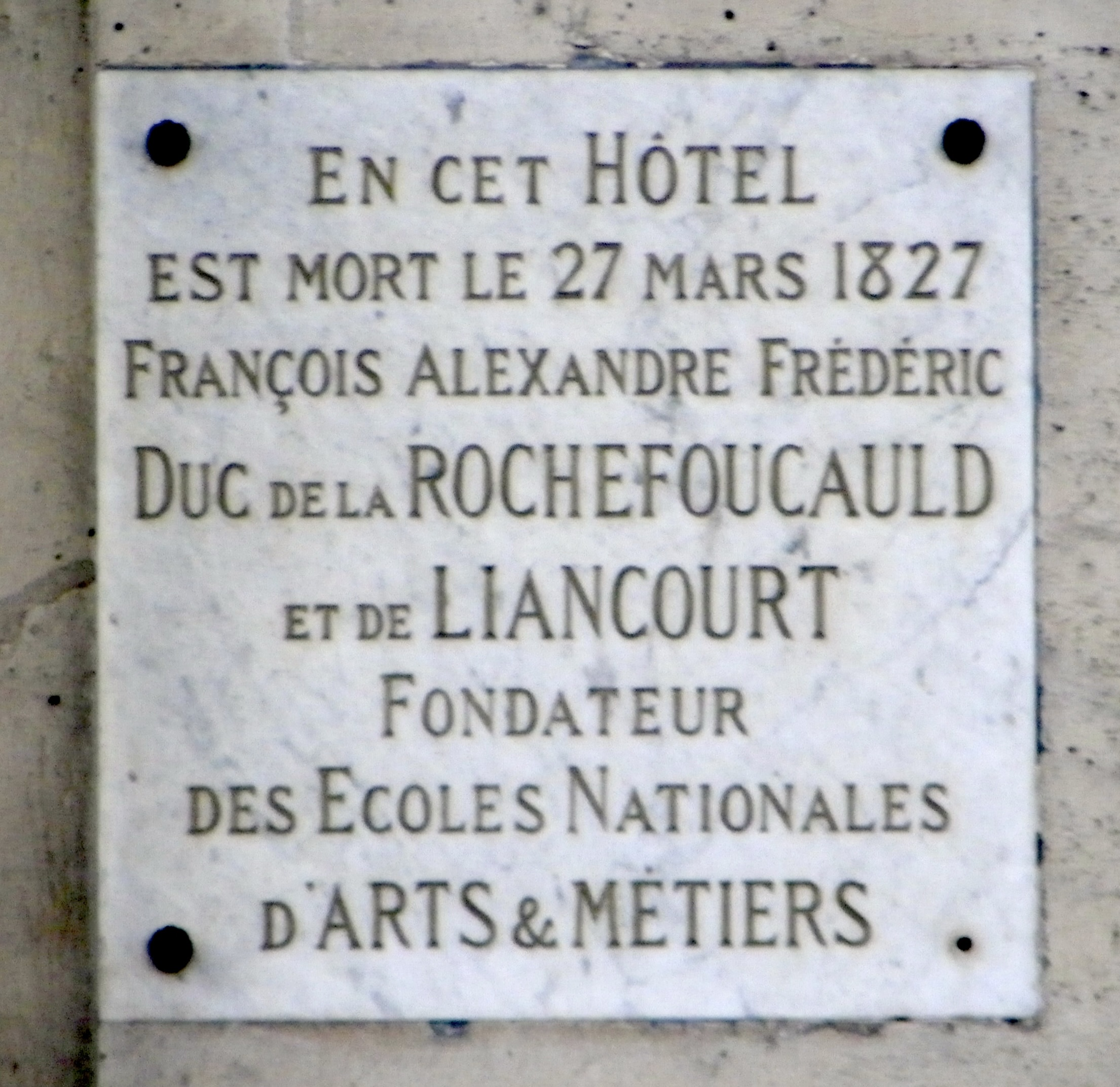
Пам'ятна дошка графу Франсуа XII де Ларошфуко на Nr. 9
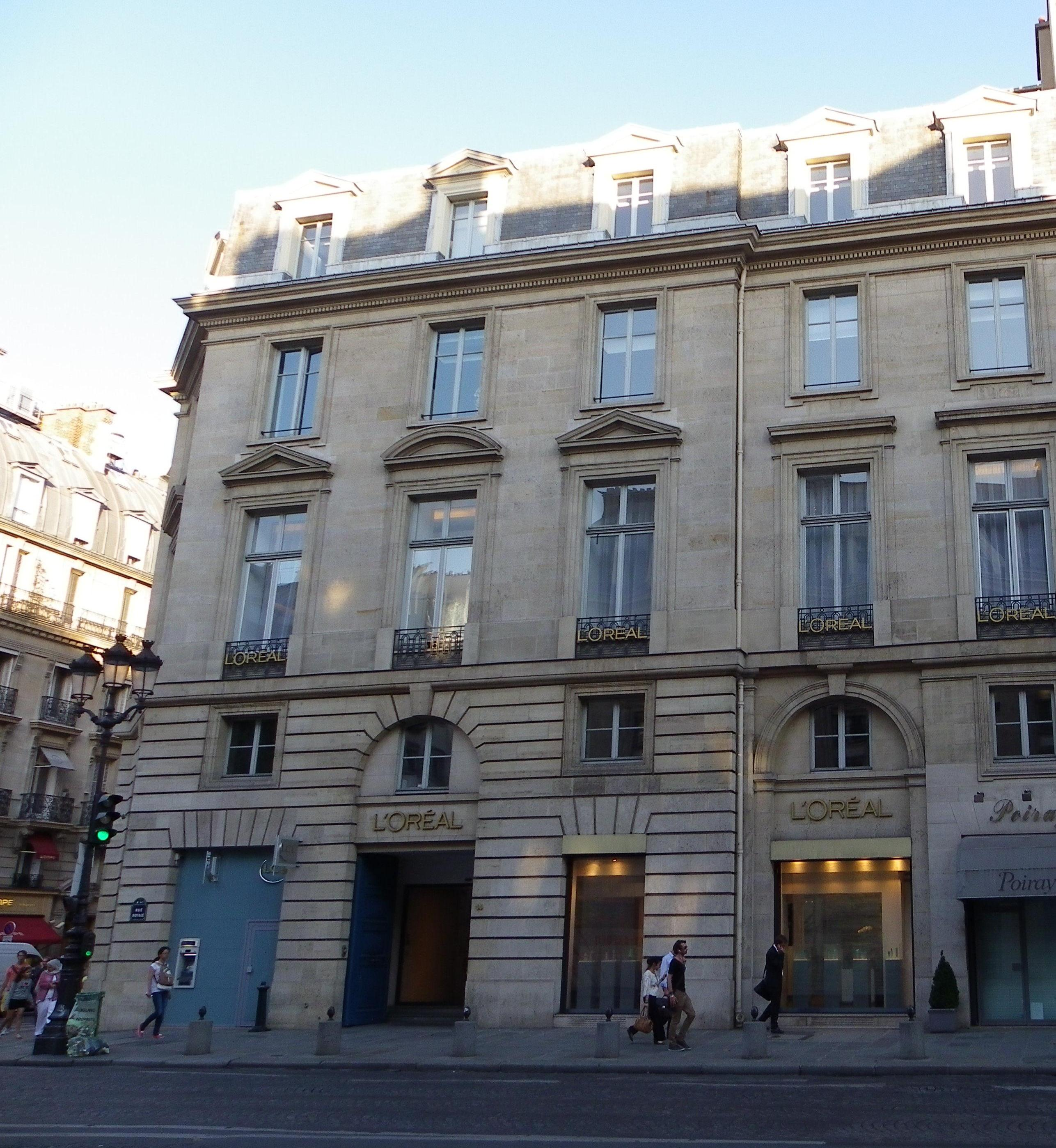
Nr. 14
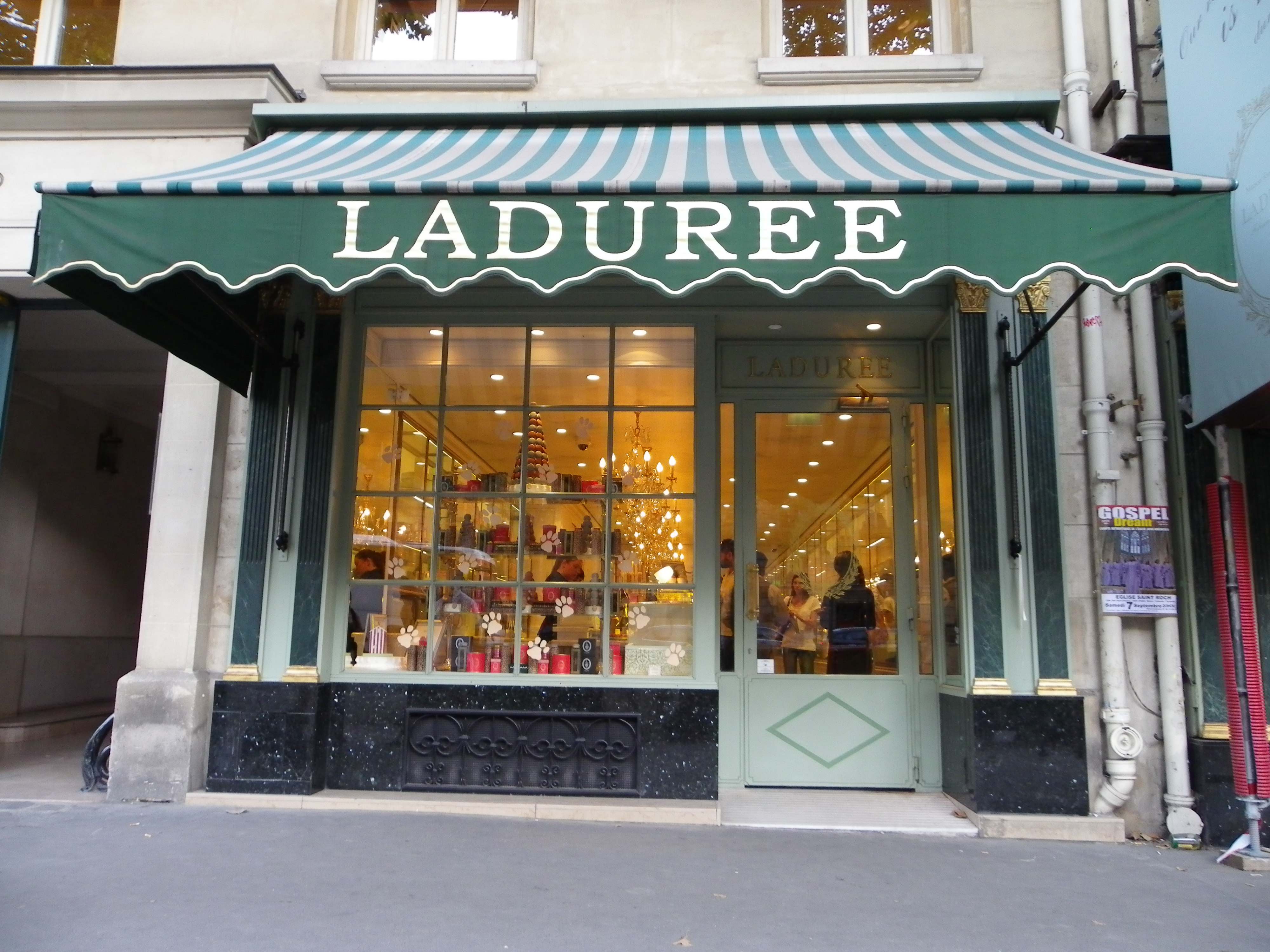
Ladurée – Nr. 16

## Визначні місця
Будівлі спорудили Етьєн-Луї Булле (№ 3) або Луї Ле Тельє (№ 6, 8, 9, 11, 13). Деякі зберегли первісне оздоблення (№ 6, 7, 8, 11, 13).
- № 1 і 2: Монументальні будівлі отелю Крійон і Міністерства військово-морського флоту, які стоять на площі Згоди, виступають на південній стороні вулиці Руаяль.
- № 3: Колишній особняк Рішельє, де з квітня 1893 року розташовувався знаменитий ресторан Maxim's (з декором і атмосферою Прекрасної епохи), будинок належить П'єру Кардену з 1981 року.
- № 5: колишня адреса модного бутіка Molyneux, заснованого в 1919 році. Сьогодні П'єр Карден пропонує тут парфумерію.
- № 9: Штаб-квартира виробника елітних столових приборів Christofle з 1992 року
- № 11: З 1781 року тут був готель, а з 1935 року донині розташувався магазин предметів розкоші Lalique, а також порцеляновий магазин марки Bernardaud, заснований у 1863 році.
- № 16: Пекарня Ladurée, заснована в 1862 році. У 1871 році, коли барон Осман надавав Парижу нове обличчя, пожежа дозволила перетворити пекарню на кондитерську. У Ернеста Ладюре виникла ідея змішати жанри: паризьку каву та тістечка. Так виник один із перших у столиці Salon de thé (чайний салон). — Ця будівля є пам'яткою архітектури та зберегла свій попередній вигляд, оскільки її відбудували після пожежі. Ladurée — кондитерська, відома своїми макаронами.
- № 20: у 1908 році фотограф Ежен Друе відкрив тут художню галерею.
- № 21: Villeroy & Boch має тут свою філію.
- № 22: У цьому домі 1862 року помер Граф Пак'є.[5]